# Youxian
Youxian är ett stadsdistrikt i Mianyang i Sichuan-provinsen i sydvästra Kina. Det ligger omkring 110 kilometer nordost om provinshuvudstaden Chengdu.